# Paralastor brisbanensis
Paralastor brisbanensis är en stekelart som beskrevs av Perkins 1914. Paralastor brisbanensis ingår i släktet Paralastor och familjen Eumenidae. Inga underarter finns listade i Catalogue of Life.